# Poolbillard-Europameisterschaft 2003
Die Poolbillard-Europameisterschaft 2003 war ein vom europäischen Poolbillardverband EPBF in Białystok ausgetragenes Poolbillardturnier. Nach 1999 fand die EM zum zweiten Mal in Polen statt.
Ausgespielt wurden die Disziplinen 8-Ball, 9-Ball und 14/1 endlos bei den Herren, Damen und Rollstuhlfahrern, wobei die Rollstuhlfahrer kein 14/1 endlos spielten. Zudem wurden die Mannschafts-Europameister der Herren und Damen ermittelt.

## Ergebnisse
Wie schon im Vorjahr wurde der Niederländer Niels Feijen Europameister im 14/1 endlos. Im Finale besiegte er den Schweden Tom Storm, der zudem Vizeeuropameister im 8-Ball wurde. Im 8-Ball-Finale unterlag er den Deutschen Ralf Souquet. Titelverteidiger Oliver Ortmann wurde durch einen Finalsieg gegen den Österreicher Alexander Markut 9-Ball-Europameister. Der Tscheche Roman Hybler gewann zwei Bronzemedaillen.
Bei den Damen war die Deutsche Sandra Ortner mit zwei EM-Titeln erfolgreichste Teilnehmerin. Im 14/1 endlos besiegte die Vorjahres-Finalistin die Norwegerin Line Kjørsvik, im 9-Ball gewann sie als Titelverteidigerin gegen die Schwedin Louise Furberg. 8-Ball-Europameisterin wurde die Dänin Charlotte Sorensen im Finale gegen Franziska Stark. Die Deutsche Karin Mayet gewann zudem Bronze im 14/1 endlos.
Der Finne Jouni Tähti gewann bei den Rollstuhlfahrern beide EM-Titel. 8-Ball-Europameister wurde er, wie schon 2002, durch einen Sieg gegen den Schweden Henrik Larsson, im 9-Ball-Finale besiegte er den Belgier Kurt Deklerck. Larsson und Deklerck gewannen zudem jeweils eine Bronzemedaille, ebenso wie der Österreicher Emil Schranz und der Ire Fred Dinsmore.
Mannschafts-Europameister der Herren wurde nach 1986 und 1990 zum dritten Mal Schweden. Im Finale besiegte die schwedische Mannschaft Kroatien. Die Schweiz und die Niederlande gewannen die Bronzemedaillen.
Die deutsche Damen-Mannschaft (Franziska Stark, Karin Mayet, Sandra Ortner, Silke Falkus und Susanne Wessel) wurde durch einen Finalsieg gegen Titelverteidiger Schweden zum sechsten Mal Europameister. Die Niederlande und Finnland belegten den dritten Platz.

## Medaillengewinner
| Disziplin                | Gold               | Silber           | Bronze             |
| ------------------------ | ------------------ | ---------------- | ------------------ |
| Herren – 14/1 endlos     | Niels Feijen       | Tom Storm        | Alex Lely          |
| Herren – 14/1 endlos     | Niels Feijen       | Tom Storm        | Fabio Petroni      |
| Herren – 8-Ball          | Ralf Souquet       | Tom Storm        | Roman Hybler       |
| Herren – 8-Ball          | Ralf Souquet       | Tom Storm        | Mariusz Roter      |
| Herren – 9-Ball          | Oliver Ortmann     | Alexander Markut | Vilmos Földes      |
| Herren – 9-Ball          | Oliver Ortmann     | Alexander Markut | Roman Hybler       |
| Herren-Mannschaft        | Schweden           | Kroatien         | Schweiz            |
| Herren-Mannschaft        | Schweden           | Kroatien         | Niederlande        |
| Damen – 14/1 endlos      | Sandra Ortner      | Line Kjørsvik    | Louise Furberg     |
| Damen – 14/1 endlos      | Sandra Ortner      | Line Kjørsvik    | Karin Mayet        |
| Damen – 8-Ball           | Charlotte Sorensen | Franziska Stark  | Louise Furberg     |
| Damen – 8-Ball           | Charlotte Sorensen | Franziska Stark  | Lisa Stejlborg     |
| Damen – 9-Ball           | Sandra Ortner      | Louise Furberg   | Charlotte Sorensen |
| Damen – 9-Ball           | Sandra Ortner      | Louise Furberg   | Michala Borch      |
| Damen-Mannschaft         | Deutschland        | Schweden         | Niederlande        |
| Damen-Mannschaft         | Deutschland        | Schweden         | Finnland           |
| Rollstuhlfahrer – 8-Ball | Jouni Tähti        | Henrik Larsson   | Kurt Deklerck      |
| Rollstuhlfahrer – 8-Ball | Jouni Tähti        | Henrik Larsson   | Emil Schranz       |
| Rollstuhlfahrer – 9-Ball | Jouni Tähti        | Kurt Deklerck    | Henrik Larsson     |
| Rollstuhlfahrer – 9-Ball | Jouni Tähti        | Kurt Deklerck    | Fred Dinsmore      |